# 李祯盛
李祯盛（?—），中国人民解放军少将，中国文学艺术界联合会原副主席，中央军事委员会政治工作部宣传局原局长，现任中国人民解放军北部战区陆军纪委书记。